# 八里庄清真寺

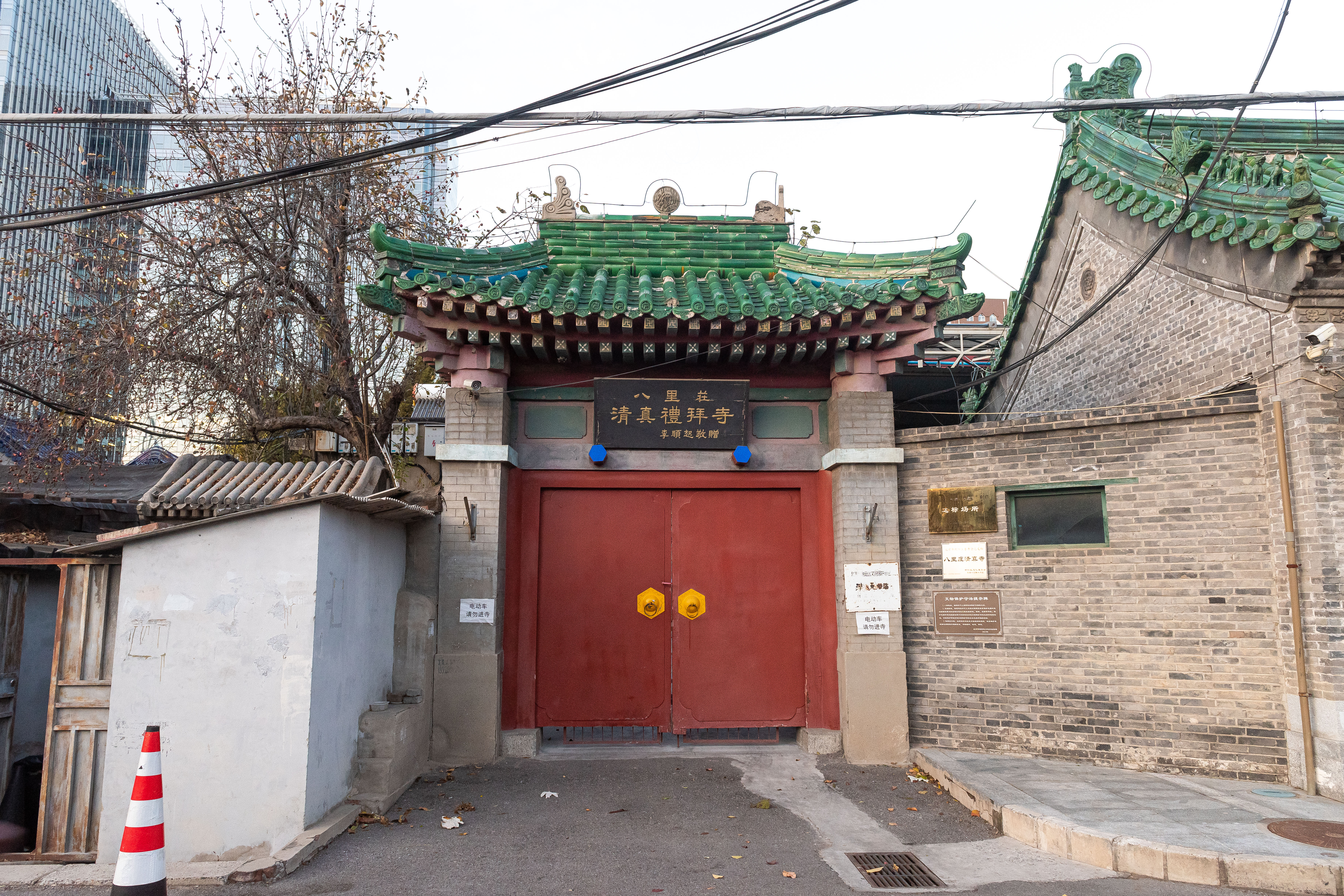
八里庄清真寺（2024年11月）

八里庄清真寺，位于北京市朝阳区东八里庄158号，是一座伊斯兰教清真寺。

## 简介
八里庄清真寺始建于清朝康熙年间。1958年清真寺被改作生产队大队部，1960年代后期其建筑受到破坏。1982年落实宗教政策，八里庄清真寺恢复宗教活动，并选举成立清真寺管理委员会。1997年4月至2000年10月进行重修。
八里庄清真寺坐西朝东，主要建筑有：
- 大门：南向。
- 礼拜殿：为古建筑。面阔三间。硬山筒瓦卷棚勾连搭，前廊是卷棚硬山，一卷两殿。窑殿起六角攒尖亭。主殿东侧有“钱君仲斌捐产纪念碑”一通。
- 北讲堂：三间，进深两间，东西耳房各两间。北讲堂与东讲堂间有穿廊连接。
- 东讲堂：三间。
- 男水房、女水房：一北一东，是21世纪初新修。[1][4]